# آر. جي. سبرينغستين
آر. جي. سبرينغستين (بالإنجليزية: R. G. Springsteen)‏ (و. 1904 – 1989 م) هو مخرج أفلام، وممثل، ومخرج تلفزيوني، وممثل أفلام، وكاتب سيناريو، ومنتج أفلام أمريكي، ولد في تاكوما، واشنطن، توفي في لوس أنجلوس، عن عمر يناهز 85 عاماً.

## وصلات خارجية
- آر. جي. سبرينغستين على موقع IMDb (الإنجليزية)
- آر. جي. سبرينغستين على موقع ألو سيني (الفرنسية)
- آر. جي. سبرينغستين على موقع تيرنر كلاسيك موفيز (الإنجليزية)
- آر. جي. سبرينغستين على موقع أول موفي (الإنجليزية)
- آر. جي. سبرينغستين على موقع قاعدة بيانات الأفلام السويدية (السويدية)
- آر. جي. سبرينغستين على موقع إن إن دي بي (الإنجليزية)
- آر. جي. سبرينغستين على موقع قاعدة بيانات الفيلم (الإنجليزية)
- آر. جي. سبرينغستين على موقع كينوبويسك (الروسية)